# Daisuke Sakaguchi
Daisuke Sakaguchi (阪口 大助?, Sakaguchi Daisuke; Kashiwazaki, 11 ottobre 1973) è un doppiatore giapponese (seiyū) che lavora per la Aoni Production. È noto per aver doppiato Shinpachi Shimura in Gintama, Portuguese D. Ace (giovane) in One Piece e Viktor Licht in Fire Force.

## Doppiaggio

### Film anime
- Rick in One Piece - L'isola segreta del barone Omatsuri
- Himuro Kei in Paprika - Sognando un sogno
- Pop in Eiga Pretty Cure All Stars New Stage 2 - Kokoro no tomodachi

### Anime
- Jacuzzi Splot in Baccano!
- Hou e Ban in Bleach
- Yoshirin Hatogaya in Shin Chan
- Üso Ewin in Kidō senshi Victory Gundam
- Personaggi vari nelle serie dei Pokémon
- Halon Oni in Bobobo-bo Bo-bobo
- Waku Takashi in Bokurano
- Yamaguchi in Marmalade Boy
- Shinpachi Shimura in Gintama
- Portuguese D. Ace (da bambino) in One Piece
- Quiche (Kisshu) in Tokyo Mew Mew - Amiche vincenti
- Hideto Suzuri in Battle Spirits - Dan il Guerriero Rosso
- Chouchou Maniwa in Katanagatari
- Suou Rakels in Battle Spirits - Sword Eyes
- Pop in Smile Pretty Cure!
- Satoshi Fukube in Hyouka
- Youhei Sunohara in Clannad e Clannad After Story
- Seledy Kreisler in Danball senki wars
- Leonardo Watch in Blood Blockade Battlefront e Blood Blockade Battlefront & Beyond
- Carne in Le bizzarre avventure di JoJo: Vento Aureo
- Viktor Licht in Fire Force
- Cato in Cato Chaos adventure

### Videogiochi
- Cedric Ward in Battle Fantasia
- Baffong in Dragon Quest Monsters: Il Principe oscuro
- NUS, Andrew Oikonny e Bill Grey in Lylat Wars
- Gnomo in Tales of Symphonia
- Mormo in Tales of the World: Radiant Mythology
- Fen Barefoot in Toshinden 4
- Ashton Anchors e Noel Chandler in Star Ocean: The Second Story e Star Ocean: The Second Story R
- Üso Ewin in Mobile Suit Gundam: Gundam vs. Gundam
- Kota Fujiki in God Eater
- Silabus in .hack//G.U.
- Yuki Mishima in Persona 5/Persona 5 Royal
- Poin e pupilli in Poinie's Poin

### Cartoni Americani
- Xandir P. Whifllebottom in Drawn Together